# Глобочець-Лудбреський
Глобочець-Лудбреський (хорв. Globočec Ludbreški) — населений пункт у Хорватії, у Вараждинській жупанії у складі міста Лудбрег.

## Населення
Населення за даними перепису 2011 року становило 491 осіб.
Динаміка чисельності населення поселення:

## Клімат
Середня річна температура становить 10,28 °C, середня максимальна – 23,90 °C, а середня мінімальна – -5,61 °C. Середня річна кількість опадів – 795 мм.
| Клімат поселення                              | Клімат поселення | Клімат поселення | Клімат поселення | Клімат поселення | Клімат поселення | Клімат поселення | Клімат поселення | Клімат поселення | Клімат поселення | Клімат поселення | Клімат поселення | Клімат поселення | Клімат поселення |
| Показник                                      | Січ.             | Лют.             | Бер.             | Квіт.            | Трав.            | Черв.            | Лип.             | Серп.            | Вер.             | Жовт.            | Лист.            | Груд.            |                  |
| Середній максимум, °C                         | 5,57             | 7,27             | 11,70            | 15,85            | 20,94            | 23,90            | 23,29            | 22,77            | 18,69            | 14,03            | 8,42             | 4,26             |                  |
| Середня температура, °C                       | −0,02            | 1,67             | 6,11             | 10,27            | 15,35            | 18,32            | 20,00            | 19,47            | 15,40            | 10,73            | 5,14             | 0,97             |                  |
| Середній мінімум, °C                          | −5,61            | −3,92            | 0,52             | 4,68             | 9,75             | 12,72            | 16,70            | 16,17            | 12,11            | 7,44             | 1,84             | −2,32            |                  |
| Норма опадів, мм                              | 40               | 41               | 49               | 61               | 72               | 90               | 82               | 78               | 76               | 70               | 78               | 58               |                  |
| Середньомісячна швидкість вітру, м/с          | 2.20             | 2.42             | 2.78             | 2.72             | 2.50             | 2.24             | 2.20             | 1.96             | 2.02             | 2.08             | 2.23             | 2.23             |                  |
| Середньомісячна сонячна радіація, кДж/м²·день | 4035             | 6789             | 10604            | 15020            | 19171            | 21051            | 21771            | 19051            | 14050            | 8728             | 4527             | 3278             |                  |
| --------------------------------------------- | ---------------- | ---------------- | ---------------- | ---------------- | ---------------- | ---------------- | ---------------- | ---------------- | ---------------- | ---------------- | ---------------- | ---------------- | ---------------- |
| Джерело:                                      |                  |                  |                  |                  |                  |                  |                  |                  |                  |                  |                  |                  |                  |